# Angol pointer
Az angol pointer egy eredetileg a nyulak felriasztására kitenyésztett nagy-britanniai vadászkutya.

## Története

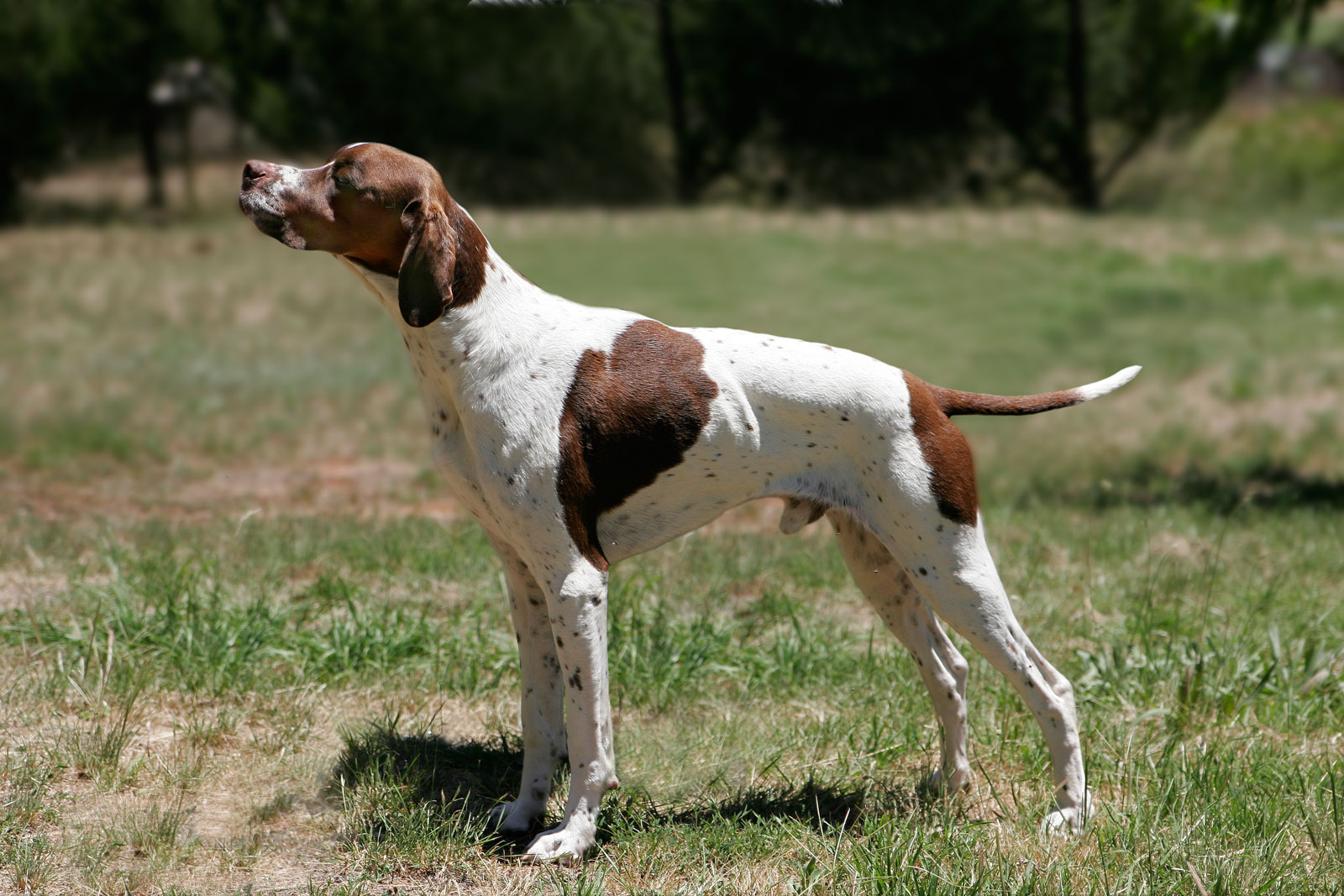
Angol pointer

A 17. század óta a nyulak felriasztására, jelzésére használják vadászatokon. Eleinte rókakopókkal, később buldogokkal, agarakkal, vérebekkel keresztezték. Az 1859-es első angliai kutyakiállításra már lényegében kialakult tiszta formája.
A 18. század elején került a spanyol pointer Angliába, hogy a vadászmezőn használják őket. E lassú, nehézkes, ám kitűnő szaglású kutyák megfeleltek az elöltöltős puskákkal járó vadászoknak. Ahogy fejlődtek a vadászfegyverek, már gyorsabb, jobb képességű vadászkutyákra volt szükség. Amikor 1859-ben megkezdték a kutyakiállításokat, a pointer már klasszikus fajta volt. Angliában már igen kevés pointert használnak vadászatra, ám Amerikában még mindig népszerű vadászkutya, és mezei futóversenyeken is részt vesz.

## Fajtajellemzők
- Méret: 61–69 cm magas, 20–30 kg súlyú
- Élettartam: 13-14 év
- Azonosító jegyek: rövid, keskeny szőrzet, általában citrom-,narancs-,máj- vagy fekete színű, esetleg fehér, vagy trikolor mintázattal
- Jelleg: engedelmes és nyugodt természetű, nagy mozgásigénnyel  rendelkezik de sokak egy hetet is kibírják séta nélkül persze a WC-zési Mini sétál vagy kiengedése szükségesek
- Háziállatnak való alkalmazkodás: ideális családtag, jól alkalmazkodó és éber. Legjobb neki a szabadban, vidéken, mivel sok mozgásra van szüksége.[3]

## Leírása
Használatának megfelelően, izmos, ruganyos mozgékony testű kutya. Magasra emelt, fejjel, felemelt mellső lábbal, egyenesen tartott farokkal jellegzetes pózba merevedve orrával mutatja a vadat. Neve is ezen tartására utal (point = mutat)
Jellemzői a rövid hát, széles mellkas, hosszú ívelt nyak, szorosan a fejhez simuló fülek, homorú orrhát, kifejezett stop, hosszú lejtős vállak, egyenes mellső lábak, izmos combok, mélyen ülő csánk, boltozatos ujjak. Fehér alapon fekete, sárga vagy barna foltos szőrzete rövid, sima és fényes. Színváltozata lehet még egyszínű sárga, barna vagy fekete is.
Marmagassága: kan 61–69 cm, szuka 60–66 cm. Testtömege 20–35 kg.
Alomszám: 6-8 kölyök.
Várható élettartam 10-14 év.

## Tulajdonságai
Értelmes, engedelmes, elegáns, élénk, kitűnő szimatú, gyors kutya. Lakásban tartva rendszeres mozgásra van szüksége.